# Őriszentpéter

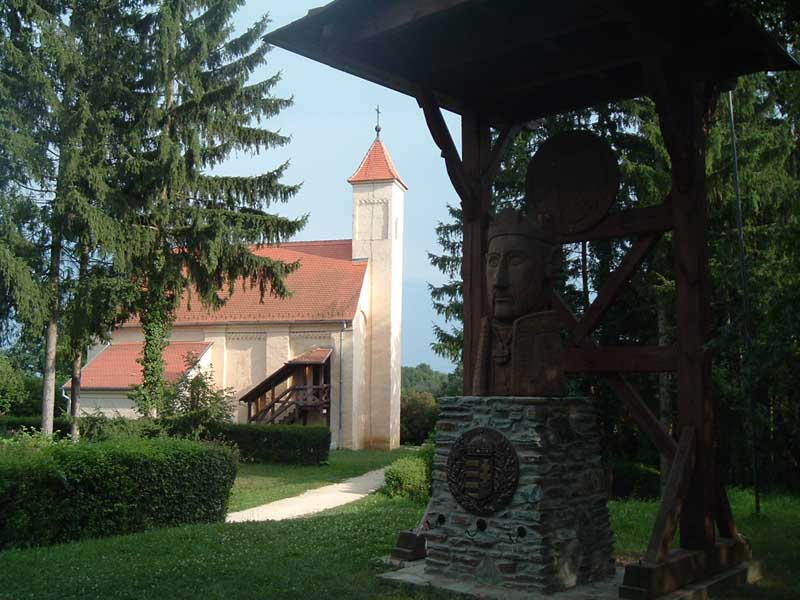
Árpád-kori műemléktemplom (Templomszer)

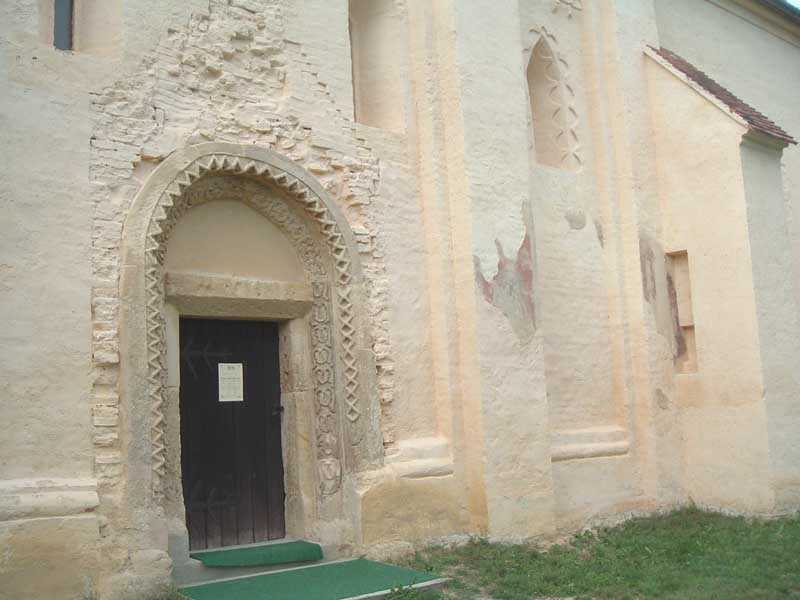
A műemléktemplom romanikus kapuja

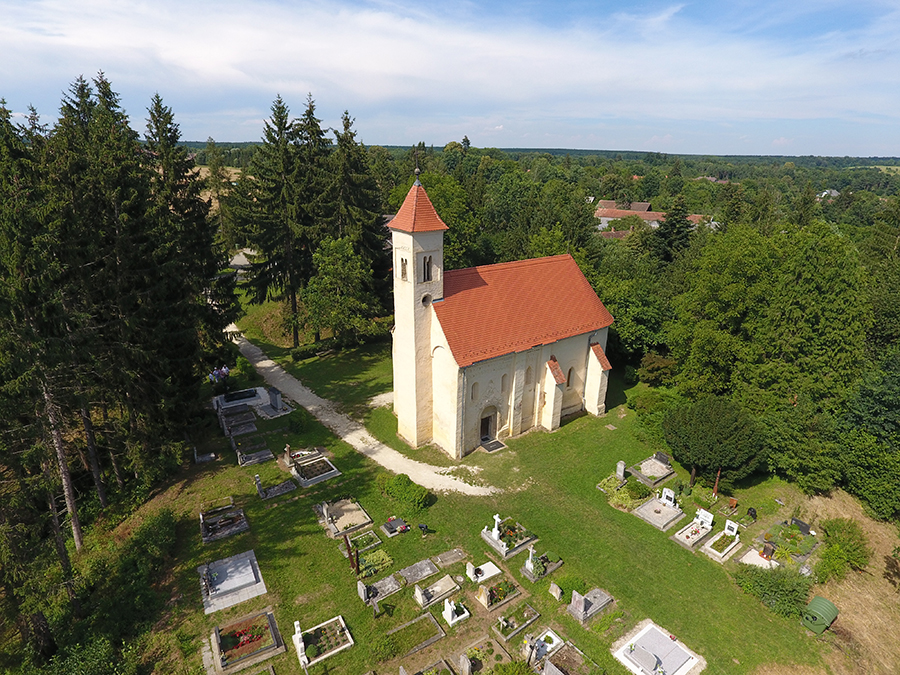
Őriszentpéter, templom légi felvételen

Őriszentpéter (németül: St. Peter in der Wart, szlovénül: Šentpeter) Vas vármegye délnyugati csücskében, a Körmendi járásban fekvő város, az „Őrség fővárosa”. A megye és a Dunántúl legkevesebb lakosú városa.

## Földrajza
A település az Őrség dombjain terül el. Kelet felé végigfolyik rajta a Zala folyó, amely innen mintegy 10 kilométerre ered.
A város szeres elrendezésű, kilenc szerből áll. A központi magot a Zala folyó déli partján lévő Városszer és az ettől délkeletre fekvő Baksaszer, valamint az északi oldalon fekvő Alszer adja. Alszertől nyugatra fekszik a Kovácsszer, Siskaszer, Templomszer, Keserűszer. Az Égésszer közvetlenül a Városszer mellett, attól nyugatra található a Zala déli partján, kissé távolabbra pedig a Galambosszer.

## Közlekedés
Őriszentpéter a Zalaegerszeg–Zalalövő felől érkező 7411-es út végpontja – ez a város központjában lévő körforgalomnál, a Csákánydoroszló–Magyarszombatfa–Muraszombat közötti 7451-es útba torkollva ér véget. Ugyaninnen indul a 7411-es folytatásaként Szentgotthárd térségének irányába a 7453-as út, utóbbiból pedig a 7455-ös út Szalafő-Máriaújfalu felé. Mindezeken túl Őriszentpéterről indul még néhány kisebb, az Őrség falvaiba irányuló út is. Nem túl sűrűn autóbuszjáratok kötik össze szűkebb környezetével, illetve Szentgotthárddal.
1980-ban megszűnt az őrségi vasútvonal (hivatalos nevén Körmend–Muraszombat-vasútvonal), majd a 2000-ben átadott Bajánsenye–Zalaegerszeg–Ukk–Boba-vasútvonal újra az ország vasúti vérkeringésébe kapcsolta a települést, összekötve azt Szlovéniával, Budapesttel és Zalaegerszeggel. Rendszeres kapcsolatban van Zalaegerszeggel, Zalalövővel és Őrihodossal. Őriszentpéter vasútállomást a város déli oldalán, a korábbihoz képest új helyen építették fel.

## Története
Őriszentpéter első említése 1280-ból való. Lakói szabad határőrök voltak. A temploma is ilyenkor épült. A törökök többször portyáztak a területen, hadisarcot szedtek, ám nem adóztatták az itt élőket. Ekkortájt lett a római katolikus templomból református.
A 17. században a Batthyányak kezére került a terület, és az addig szabad lakosságnak kötelessége lett az adózás és a robot, ami, tekintve a föld rendkívül rossz termőképességét, alaposan megviselte az itteniek életét.
Bár az Őrség központja és része, de a 18. században és a 19. században a szlovén többségű tótsági járás része volt és térképek a Tótság egyik nagy településének tüntetik fel. A településnek a középkorban lehetett szláv lakossága is. Az első világháború végén szlovén politikai vezetők a történelmi hagyományok alapján szerették volna Őriszentpétert is bevonni az autonóm Szlovenszka krajinába, amelynek teljes függetlenedése is szóba került. A trianoni békeszerződés viszont nem csatolta a Szerb–Horvát–Szlovén Királysághoz.
Habár Őriszentpéter vezető szerepe a környék települései között megmaradt – 1783-tól már anyaegyház – az életszínvonal csak nagyon lassan javult; kisebb pozitív változást a Körmend és Muraszombat közötti vasútvonal megépítése hozott. A 20. században Őriszentpéter továbbra is elmaradott település volt, és ezen csak rontott a Zalalövő – Bajánsenye vasúti szakasz megszüntetése, ami nagyban visszavágta az akkor épülő turizmust.
Komoly fordulatot az 1990-es évek hoztak, amikor a vasfüggöny lebontása óriási piacot (Ausztria és Szlovénia) nyitott a turizmusnak. Rohamléptekben építették ki az addig elzárt vidék infrastruktúráját és turisztikai létesítményeit. A vadregényes és csendes környék immár a magyar érdeklődőket is vonzza. A 2000 decemberében megnyitott Bajánsenye–Zalaegerszeg–Ukk–Boba-vasútvonal jelentősen megkönnyíti a településre jutást mind Szlovénia, mind Magyarország többi része, de Ausztria felől is. 
A városi rangot 2005-ben kapta meg.
2014-ig, a kistérségek megszűnéséig az Őriszentpéteri kistérség székhelye volt.

## Közélete

### Polgármesterei
- 1990–1994: Lőrinczné Dolgos Ilona (független)[4]
- 1994–1998: Lőrinczné Dolgos Ilona (független)[5]
- 1998–2002: Lőrinczné Dolgos Ilona (független)[6]
- 2002–2006: Dr. Dezső Gyula (független)[7]
- 2006–2010: Őr Zoltán (független)[8]
- 2010–2014: Őr Zoltán (független)[9]
- 2014–2019: Őr Zoltán (független)[10]
- 2019–2024: Őr Zoltán (független)[11]
- 2024– : Őr Zoltán (független)[1]

## Nevezetességei
- Helytörténeti Gyűjtemény (Őrség Múzeum)
- Városszeri református templom
- Árpád-kori katolikus templom
- A tájegység parasztházai
- Őrségi Nemzeti Park központ: Városszer 57.
- Turul-szobor[12]

## Népesség
A település népességének változása:
| Lakosok száma | 1189 | 1189 | 1160 | 1149 | 1083 | 1017 | 1022 |
|               | 2013 | 2014 | 2015 | 2021 | 2022 | 2023 | 2024 |

A 2011-es népszámlálás során a lakosok 77,7%-a magyarnak, 0,6% németnek, 0,8% cigánynak, 0,3% szlovénnek mondta magát (22,2% nem nyilatkozott; a kettős identitások miatt a végösszeg nagyobb lehet 100%-nál). A vallási megoszlás a következő volt: római katolikus 31,2%, református 30,3%, evangélikus 3,6%, görögkatolikus 0,2%, felekezet nélküli 3,7% (30% nem nyilatkozott).
2022-ben a lakosság 90,6%-a vallotta magát magyarnak, 1,1% németnek, 0,5% cigánynak, 0,3% szlovénnek, 0,1% görögnek, 2,3% egyéb, nem hazai nemzetiségűnek (9% nem nyilatkozott; a kettős identitások miatt a végösszeg nagyobb lehet 100%-nál). Vallásuk szerint 31,7% volt római katolikus, 28,9% református, 2,9% evangélikus, 0,1% görög katolikus, 0,1% ortodox, 0,1% egyéb keresztény, 0,9% egyéb katolikus, 4,5% felekezeten kívüli (30,7% nem válaszolt).

## A település az irodalomban
- Érintőlegesen szerepel a település Bödőcs Tibor humorista első regényében, a zalai vidéki helyszínek sokaságát felvillantó Meg se kínáltak című kötetben (a 30. fejezetben).